# Séraphine de Senlis
Séraphine Louis ismertebb nevén Séraphine de Senlis (Senlisi Seraphine) (Arsy, 1864. szeptember 3. – Villers-sous-Erquery, 1942. december 11.) francia festőnő. A naiv művészet jeles személyisége.
Önmagát képezve érte el művészeti eredményeit. Vallásos indíttatású képeire az ólomüveg templomablakok és más vallásos művek voltak hatással. Képeinek színei és ismétlődő mintái sajátos intenzitással hatnak a szemlélőre.
Képeit saját pszichéjének kivetüléseként is interpretálhatjuk. Haragos hangulatának leképeződése, mely az eksztázisból indul, az összes érzelmi lépcsőfokon keresztül egészen a lelkibetegségig ér.

## Életrajz

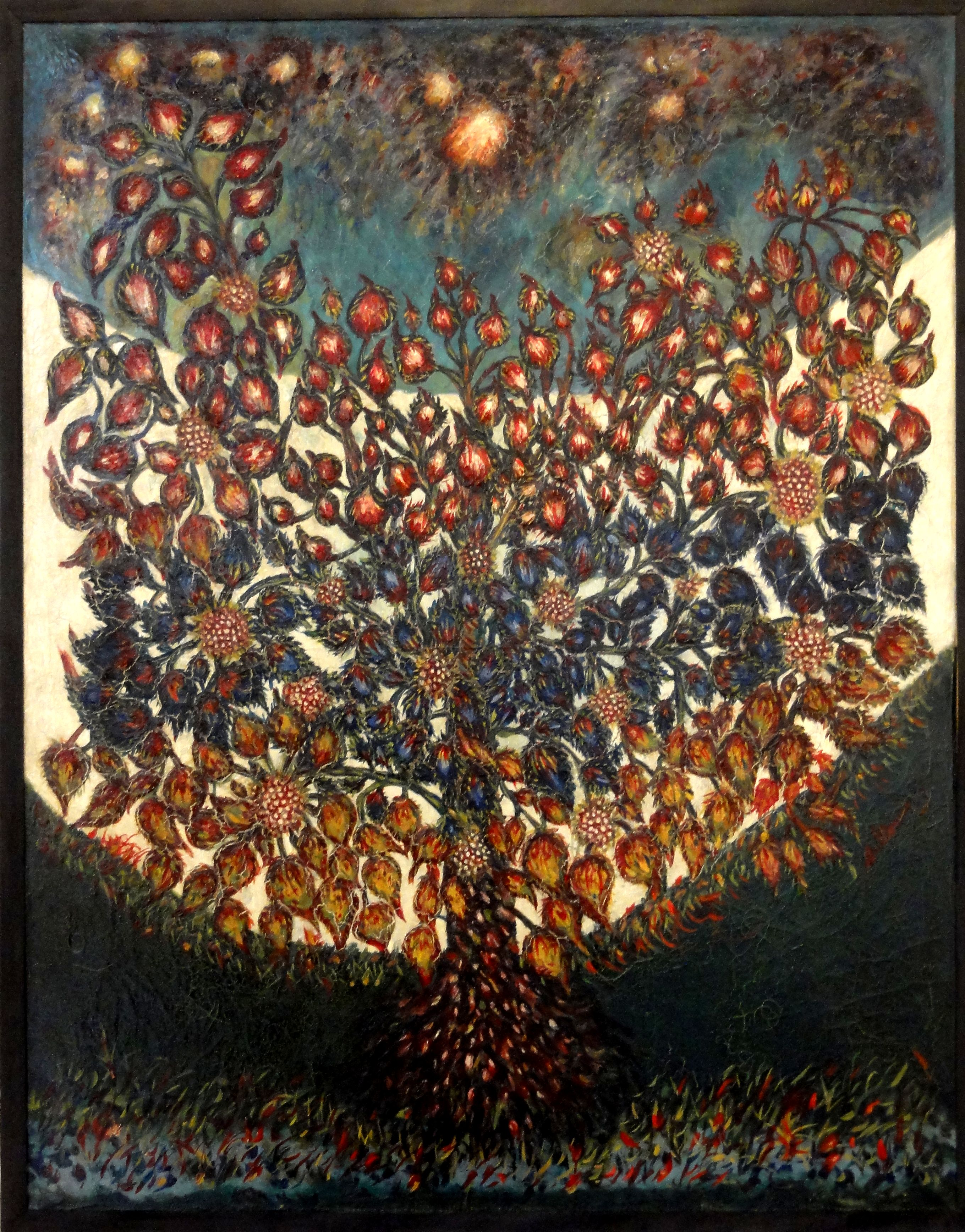

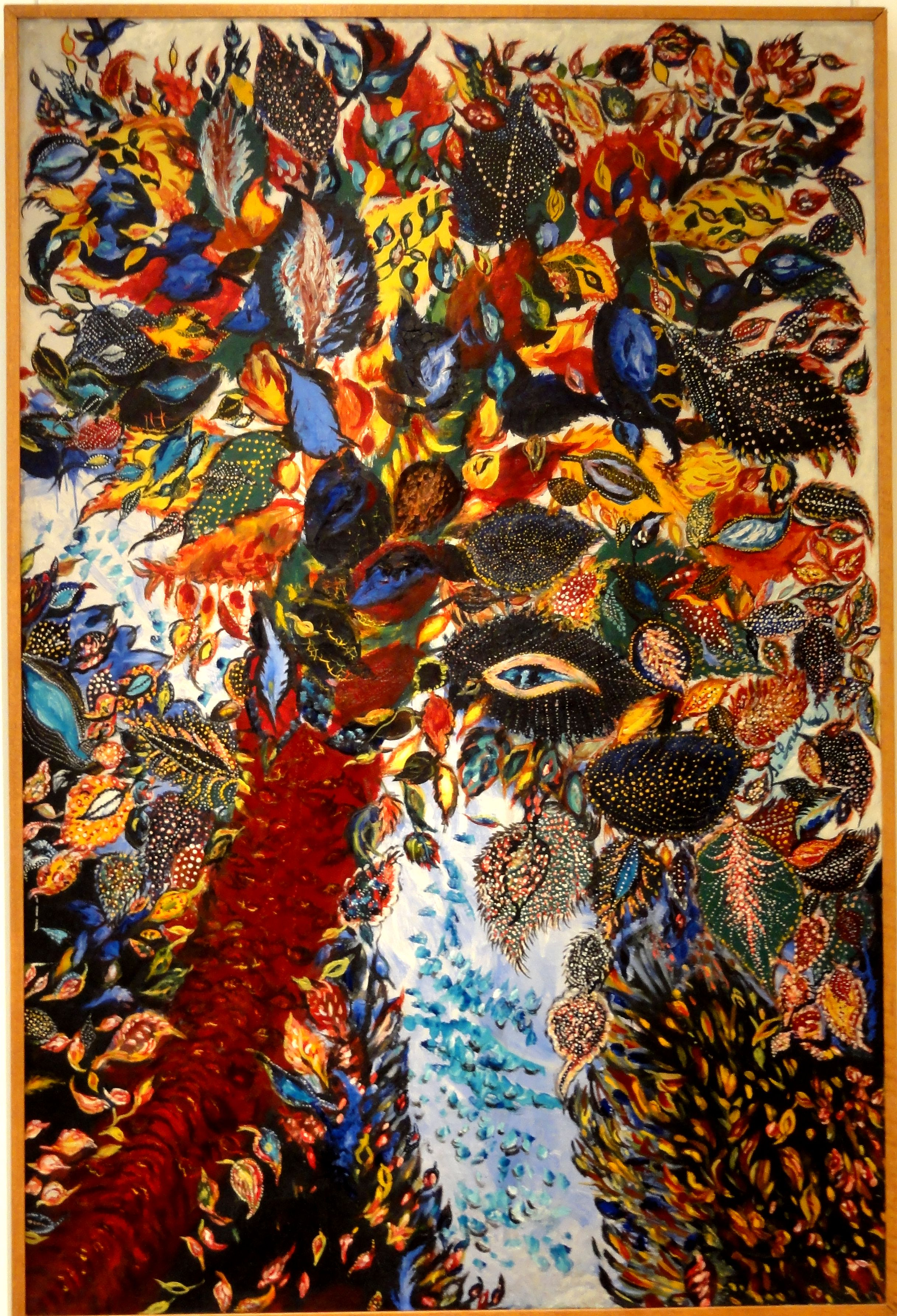

Séraphine Louis 1864. szeptember 3-án született, Arsy-ban (Oise). Apja kétkezi munkás, anyja tanyasi lány. Anyja egyéves születésnapján hunyt el. Apja újraházasodott. A kislány hétéves kora előtt elhunyt. Ezután nővére nevelte. Kezdetben bojtárlány volt, de 1881-re házi cselédként szegődött el Clermontba, a Provence-i Nővérek rendházába. 1900 után középosztálybeli családok házvezetőnője volt Senlisben.
Fáradságos napi munka után éjjel festett, titkos elszigeteltségben, míg meglehetősen nagy gyűjteménye felfedezésre nem került. Wilhelm Uhde, német műgyűjtő fedezte fel 1912-ben a műveket. Még Sellisben találkozott Séraphine egy almás csendéletével szomszédlátogatása alkalmával. Megütődve hallotta, hogy cselédje valóságos művész. Wilhelm segítsége épp hogy csak felcsillantotta a híresség reményét – 1914 augusztusával a családnak el kellett hagynia Franciaországot. A háború nem szívesen látott outsiderré tette a műgyűjtőt, amilyen Séraphine is volt, excentrikus személyiségével. 1927-ben vették fel újra a kapcsolatot, mikor Uhde visszaköltözött, ezúttal Chantilly-be. A helyi művészek kiállításán kellett konstatálnia, hogy Séraphine túlélte a háborút, és művészete virágkorát élte.
Patronálója sugalmazására a festőnő nagy vásznakba kezdett. Két méteres képeivel prominens pozíciót ért el a naiv festők körében. 1929-ben Uhde rendezte a "Szent Szív festői" c. kiállítást, mely Séraphine művészetét is bemutatta.
Ezzel az eddig nem ismert pénzügyi sikerek is megérkeztek – sajnos felkészületlenül. A 30-as évek elején a gazdasági világválság hatással volt patronálóira is. Uhde nem tudott több képet vásárolni. 1932-ben aztán Séraphine krónikus pszichózissal a Clermonti idősek kórházának pszichiátriájára került. Itt művészete nem talált megnyilvánulásra. Uhde 1934-ben bejelentette halálát, de valójában 1942-ig élt a Viller-sous-Erquery kórházban, ahol egyedül, barátok nélkül halt meg. Közsírba temették el.
Uhde folytatta a kiállításokat: 1932-ben, a "Modern Primitívek" c. kiállításon Párizsban, 1937-38-ban a "A valóság közkedvelt mesterei" c. kiállítson, Párizsban, Zürichben és New Yorkban (MoMA), 1942-ben, "a 20. sz. primitívjei" kiállításon, Párizsban, majd végül 1945-ben, párizsi önálló kiállításon.

## Művészete
Séraphine művei túlnyomó részt gazdag fantáziával és intenzitással ismételt florális díszítések elrendezései.
Rendkívül élénk, időtálló színeihez használt festékeket és pigmenteket maga készítette szokatlan és egzotikus összetevőkből. Soha nem fedte fel ezek pontos adagolását. A képek felülete matt, majdnem vaxszerű. Néha szignója (S. Louis) késsel vésett, mely kontraszt színeket fed fel az alapozásban. Néhol a képeket még festés előtt szignózta. Séraphine az alkotás nyughatatlan sürgetésében élt. „Ez az a híres belső szükséglet, melyről Kandinszkij beszélt.” – fogalmazott Bertrand Lorquin, a Musée Maillol restaurátora, a Séraphine Loius dite Sérephine de Senlis c. kiállítás megnyitóján, 2008. október 1-jével. (A kiállítás 2009. május 18-án zárult.)

## Életműve
A kölni Zander Collection, a párizsi Musée Maillol, a nizzai Musée d'Art naïf, a Musée d'Art moderne Lille Métropole (Villeneuve-d'Ascq) és a Centre Pompidou-Metz állította ki festményeit.
Életéről film készült Séraphine címmel. Rendezője Martin Provost. Hét César-díjat nyert, többek között a legjobb film, és a legjobb színésznő kategóriában Yolande Moreau-val a címszerepben.